# Signature (Album)
Signature ist ein Jazzalbum von Matthew Shipp Trios mit Michael Bisio und Newman Taylor Baker. Die am 9. Juli 2018 in den Park West Studios in Brooklyn entstandenen Aufnahmen erschienen am 15. Februar 2019 auf ESP-Disk.

## Hintergrund
Im Zeitraum 2017/18 trat der Pianist Matthew Shipp in verschiedenen kleinen Formationen auf, mit denen er auch mehrere Alben einspielte. So arbeitete er häufig mit Holzbläsern wie Allen Lowe, Mat Walerian, Daniel Carter, Roscoe Mitchell und spielte bei einem Dutzend Alben mit Ivo Perelman. Des Weiteren betätigte er sich in Solo-Piano- und Trio-Umgebungen; Signature nahm Matthew Shipp mit seinen langjährigen Mitarbeitern Michael Bisio und Newman Taylor Baker auf; in den Jahren zuvor hatte der Pianist mit ihnen die Alben The Conduct of Jazz und Piano Song (Thirsty Ear) eingespielt.

## Titelliste
- Matthew Shipp Trio: Signature (ESP-Disk ESP5029)[2]
  1. Signature – 6:45
  2. Deep to Deep – 0:49
  3. Flying Saucer – 6:29
  4. Snap – 2:06
  5. The Way – 10:21
  6. Stage Ten – 5:18
  7. Speech of Form – 4:27
  8. Zo #2  6:15
  9. New Z – 3:46
  10. The Matrix – 16:25
- Alle Kompositionen stammen von Matthew Shipp.

## Rezeption

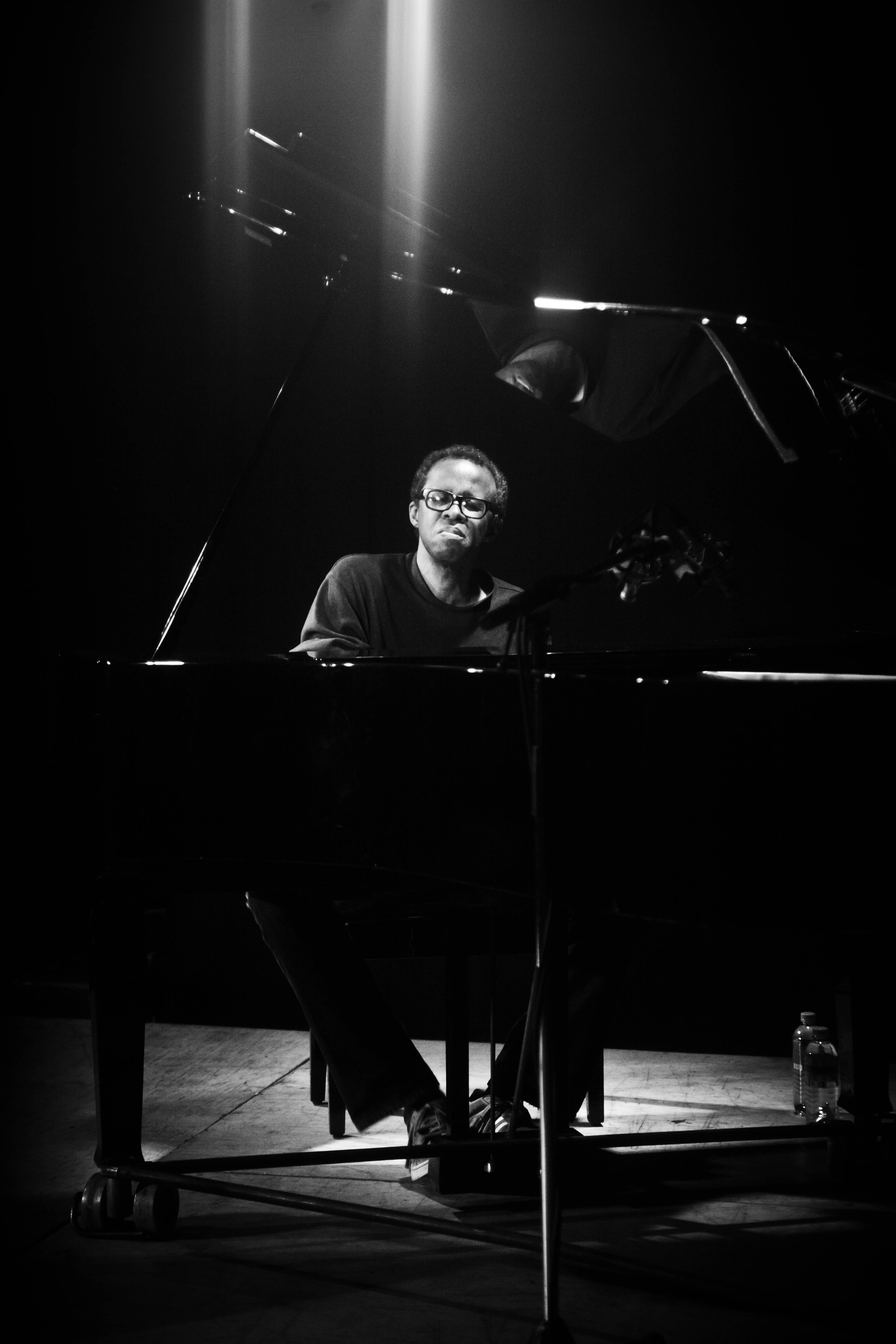
Matthew Shipp bei einem Konzert mit Ivo Perelman in Moskau 2017

Nach Ansicht von Karl Ackermann, der das Album in All About Jazz rezensierte, habe sich Shipps Karriere seit der Ära bei David S. Ware in Wellen abgespielt und neue Gipfel erreicht, ohne jemals im Tal zu landen. Signature sei eines seiner Alben, das sich bei jedem Hören mit größerer Haftkraft anlagert.
John Garratt schrieb in Pop Matters, Signature sei ein weiteres Trio-Album, bei dem man Shipp mit Bisio und Tylor Baker erlebe, wie sie das Jazzpiano-Trio-Konzept auf unergründliche Höhen bringen. Jeder, der glaubte, dass das Jazz-Piano-Trioformat bereits mit dem Bill-Evans-Trio seinen Höhepunkt erreicht hätte, könnte beim Hören von Signature vor Schock sterben. Dieses Album sei der Klang des Jazz, der sich entlang des progressiven Bogens fortsetzt, den er vor vielen Jahrzehnten erhalten habe, so Garratt.
Mike Borella meinte in seiner Rezension bei Avant Music News, Matthew Shipp respektiere die Jazztradition, fühle sich aber in keiner Weise daran gebunden. Trotz einiger Walking-Bass-Linien und ansprechender Mikrotunes wäre es ungenau zu sagen, dass einer dieser zehn Titel wirklich swinge. Shipps ruhelose und intellektuelle Herangehensweise an das Klavier erlaube es ihm nicht, sich lange auf dieselben melodischen Strukturen zu verlassen, während Bisio und Baker als eine frei improvisierte Begleitgruppe agierten. Das Titelstück am Beginn des Albums sei ein Beispiel für Shipps nachdenkliche Stilerkundung; durchdachte Motive aus Jazz- und klassischer Musik mischten sich und passten zu seinen eingängigen, aber unkonventionellen Spiel. Baker agiere ungewöhnlich beschäftigt mit diesem Setting, während Bisios Bassarbeit sowohl klangvolle Panoramen als auch Erkundungen umfasse, die von Shipp abweichen und dann zu ihm zurückkehren. Das vielleicht aggressivste Stück sei Flying Saucer, „eine Schnellfeuerübung in disjunktem Tempo mit einem Energieniveau, das sich im Schnellgang befindet. Bisio und Baker liefern ihre eigenen ikonoklastischen Abweichungen, die die Summe der Teile so klingen lassen, als ob alle drei Spieler ihre eigenen Sachen machen. Und doch passen diese komplexen Einheiten irgendwie zusammen.“ Im Gegensatz dazu hält der Autor Stage Ten für den geradlinigsten Track der Reihe; es nähere sich sogar einem Groove, enthalte aber auch subtile perkussive Abstraktionen Shipps sowie mehr als ein paar gebrochene Töne. Signature sei ein Höhepunkt für Shipp in einer Karriere, die aus einer bemerkenswerten Anzahl von Höhepunkten bestehe, resümiert Borella. Es gebe hier eine ungewöhnliche Menge und Fülle von Inhalten, die aus dieser Wiederholung von Shipps Trio stammen.
Nach Ansicht von S. Victor Aaron, der das Album in Something Else! besprach, schlugen die drei Musiker mit den zehn neue Kompositionen jedes Mal mit dem ersten Take auf, was zu einem Endprodukt mit der Unmittelbarkeit führe, die der gemeinsame Nenner in allen Dutzenden von Aufnahmen von Shipp unter seinem Namen sei. Zwar würde sein Name die Gruppe bezeichnen, aber Shipp investiere so viel Vertrauen in Bisio und Taylor-Baker, und man werde jedes Mal reichlich dafür belohnt. Dies trug auch dazu bei, resümiert Aaron, dass dieses sehr konventionelle Ensemble-Format weit über die Konventionen des Jazz hinausgehe.